# Plaza del Vigía
La Plaza del Vigía es una construcción histórica, ubicada en la ciudad de Maldonado, Uruguay. Es uno de los testimonios de la historia colonial del  departamento. 

## Historia
Antigua plaza del Recreo, en ella se exhibe una torre, un cañón antiguo y uno de los “Marco de los Reyes”, mojón que demarcaba los territorios españoles de los portugueses según un Tratado de 1750. 
Este lugar está delimitado por las calles Solís, Rafael Pérez del Puerto, Zelmar Michelini (antes isla Gorriti) y Arturo Santana.

## Torre del Vigía
La Torre del Vigía tiene una fecha estimada de construcción entre 1797 y 1800. 
Fue ordenada por el Virrey del Río de la Plata, don Gabriel de Avilés y del Fierro representante del imperio colonial español.

Construida por el Ministro propietario de la Real Hacienda Rafael Pérez del Puerto, en su homenaje se nombró la calle frente a la edificación.
La atalaya tiene 13 metros (m) de altura, es de planta cuadrangular y paredes de ladrillo. Se encuentra a 1500 m de la costa.
Desde la cima se puede contemplar la ciudad así como también divisar gran parte de la bahía de Maldonado.
La torre se empleaba para controlar la entrada al Río de la Plata y solía contar con dos «torreros»  que se turnaban en las tareas de vigilancia del mar y del campo circundante.
Maldonado era un enclave geopolítico estratégico. Constituía el pasaje obligatorio de las naves, para ingresar al interior del Virreinato del Río de la Plata.
En el siglo XVIII era una zona de frontera entre dos imperios, el portugués y el español, y si estos últimos observaban algún movimiento extraño lo informaban a Montevideo. Los movimientos de defensa o de tropas se organizaban entre Santa Teresa (en Rocha), Maldonado y Montevideo.

## Recuperación y mantenimiento
En octubre de 2019 coincidiendo con el fin de semana del Patrimonio, se inauguraron los trabajos de mantenimiento de la Torre del Vigía, reponiendo completamente la balconada con el tipo de madera dura que tenía anteriormente.